# Hans Müller-Dachau
Hans Müller-Dachau (vollständiger Name: Johannes Maximilian Gustav Müller, kurz auch Hans Müller; * 21. Januar 1877 in Hannover; † 25. Juni 1925 in Dachau) war ein deutscher Maler und Plakatkünstler.

## Leben

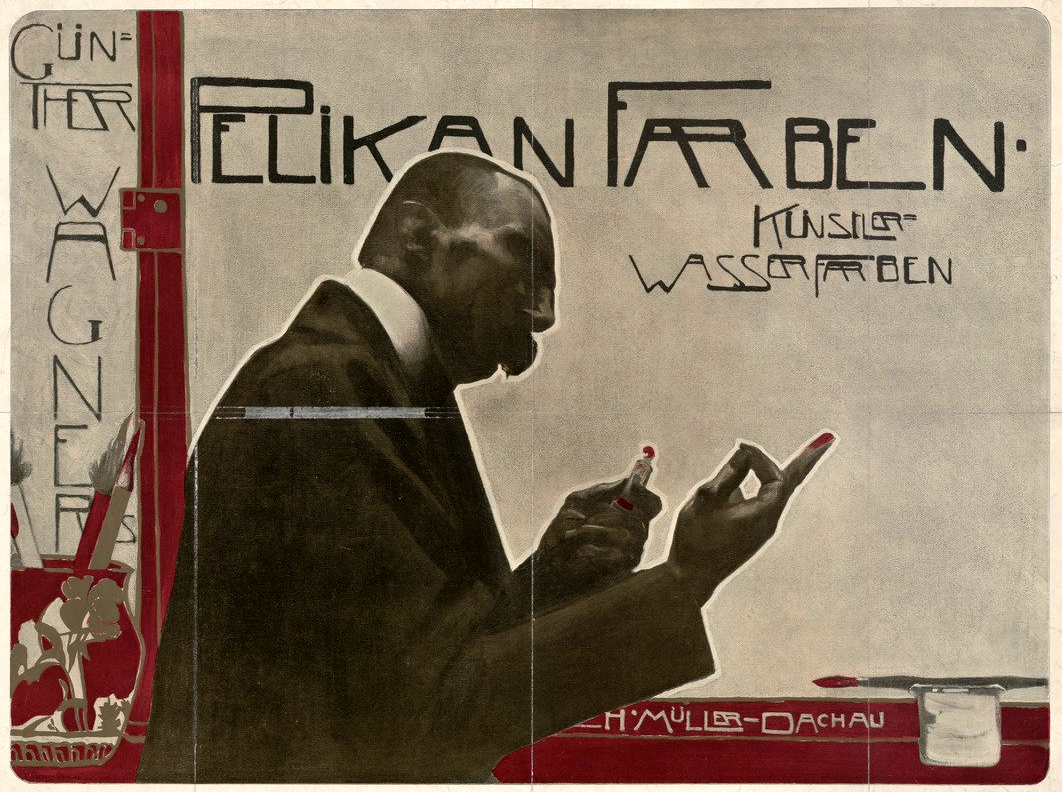
1898 für Günther Wagners Pelikan Künstlerfarben in Hannover gestaltetes Werbeplakat von Müller-Dachau;
Lithografie, C. Angerer & Göschl, Wien; Museum of Modern Art (MoMA), New York City

Johannes Maximilian Gustav Müller wurde in der Gründerzeit des Deutschen Kaiserreichs in Hannover geboren als Sohn eines Schauspielers und Regisseurs. Schon als Kind zeigte er Talent für die Malerei, so dass er bereits mit 17 Jahren in Berlin die dortige Kunstakademie besuchen konnte. Während Müllers Berliner Lehrer Julius Ehrentraut ihn vor allem die Genremalerei lehrte, wurde der Impressionist Max Liebermann auf den jungen Künstler aufmerksam, dem er den Unterricht bei Adolf Hölzel als Privatschüler nahegelegt haben soll.
Zuvor besuchte Müller jedoch 1895 in München die dortige Kunstakademie, um in der Klasse des Historien- und Genremalers Johann Caspar Herterich zu studieren.
Im Alter von 19 Jahren ging Hans Müller im Jahr 1895 erstmals nach Dachau, um die Malschule von Adolf Hölzel zu besuchen, er wechselte nun von der Atelier- in die Freiluft-Malerei. Seine anschließend geschaffenen Werke wurden jedoch nie „impressionistisch“ im Sinne seines Ratgebers Liebermann, sondern gestalteten sich eher im Stil alter Meister mit zahlreichen „[...] Untermalungen bis zum Erreichen einer emailleartigen Oberfläche.“
1897 besuchte der nunmehr Zwanzigjährige in Paris die private Malschule Académie Julian, die zu jener Zeit von Malerinnen, vor allem Amerikanerinnen, beinahe überlaufen war, da Frauen damals generell nicht zu staatlichen Akademien zugelassen wurden. In der in mehrere Malateliers unterteilten Privatschule arbeitete Müller bei dem Porträtisten, Akt- und Frauenmaler Jules-Joseph Lefebvre.
1900 stellte Müller zwar im Salon aus, er verließ Paris jedoch noch im selben Jahr, um nach Dachau zurückzugehen. Dort wohnte er zunächst in der Münchener Straße, eventuell unter der Nummer 4, einem Haus, das 1964 abgebrochen wurde.
Am 27. September 1901 vermählte sich Müller mit der aus den USA stammenden Rosette Josephine Hutzler, mit der er drei Söhne haben sollte. Rosettes Mutter hatte in zweiter Ehe den österreichischen Schauspieler Josef Kainz geheiratet.
Durch den 1905 an ihn verliehenen Rompreis konnte Müller ein Jahr in Rom und Florenz verbringen, wo er einige Werke italienischer Meister kopierte. Nicht zuletzt durch den Fortgang Hölzels aus Dachau – ebenfalls 1905 – konnte Hans Müller nach seiner Rückkehr nun selbst eine der größten Malschulen in Dachau aufbauen. In der ehemaligen Dachauer Künstlerkolonie bezog er das Wohnhaus des Malers Max von Seydewitz und nutzte dann das daneben getrennt stehende Atelier.
1911 folgte Hans Müller-Dachau der Berufung nach Karlsruhe an den Lehrstuhl der Großherzoglichen Badischen Kunstschule als Nachfolger des verstorbenen Ludwig Schmid-Reutte.
Nach dem Ausbruch des Ersten Weltkrieges meldete sich Hans Müller-Dachau, der aufgrund einer angeborenen Herzschwäche niemals zuvor Wehrdienst geleistet hatte, im Jahr 1915 freiwillig als Sanitäter zu einem Dienst, den er dann bis zum Ende des Krieges versah. Einige Szenen dieser Zeit hielt er in Skizzenblättern fest.

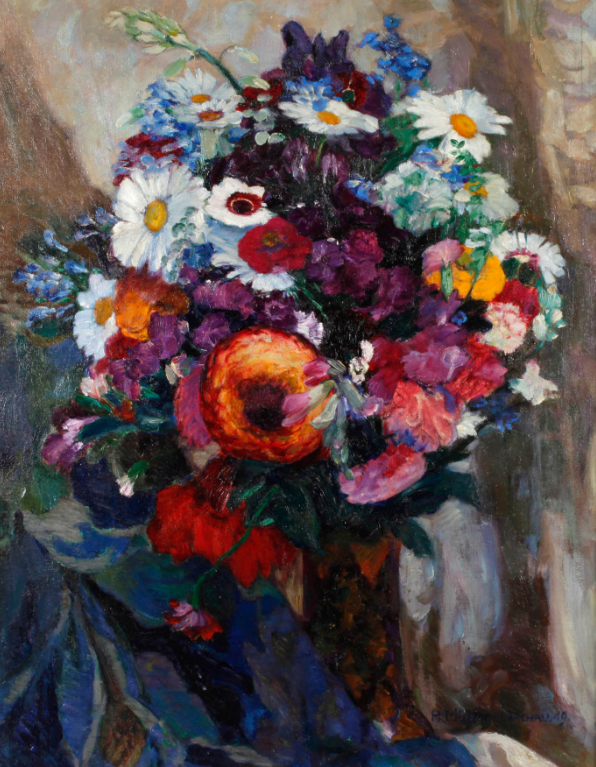
Expressiver Blumenstrauß als Stillleben, 1919

Doch der Krieg hatte Müller-Dachaus Kräfte offenbar überfordert; er sah sich zu Beginn der Weimarer Republik im Jahr 1919 nicht mehr im Stande, das für ihn anstrengende Lehramt fortzuführen. So legte er seine Professur freiwillig nieder und kehrte „[...] in das immer noch geliebte und landschaftlich so beglückende Dachau zurück.“
Zahlreiche Malaufträge motivierten Hans Müller-Dachau schließlich zum Bau eines eigenen Ateliers auf dem damaligen Grundstück Augustenfeld 1 (heute: Schleißheimer Straße 32), das später von seiner Witwe zu einer Wohnung umgestaltet wurde. Vor der Fertigstellung des Gebäudes lebte Müller-Dachau jedoch zeitweilig in Etzenhausen sowie „[...] in dem Atelierhaus von Dr. Richard Gans“, das heute  unter der Adresse Hermann-Stockmann-Straße 17 zu finden ist.
In seinem eigenen Atelier entfaltete Müller-Dachau mutmaßlich eine rege künstlerische Tätigkeit, die offenbar über die bisher im Vordergrund stehenden Porträtmalereien hinausreichte. Aufträge aus dem Ausland, vor allem aus Schweden, soll er teilweise am Ort der Auftraggeber ausgeführt haben. Inmitten einer noch nicht zu Ende ausgeführten Auftragsarbeit an einer Trilogie mit Bergwerksmotiven, die für das Rathaus der Stadt Witten an der Ruhr gedacht war, brach der erst 49-jährige Künstler an seiner Staffelei zusammen.
Etwa ein Jahr nach seinem Tod fand die wohl größte Ausstellung von Werken Müller-Dachaus im Jahr 1926 im Kunstverein München statt. Der Katalog mit einer Einführung des Kunsthistorikers Georg Jacob Wolf im Stil eines Epilogs verzeichnete 91 Werke Müllers aus dem Zeitraum von etwa 1897 bis 1924. Wenige Werke von Hans Müller waren posthum noch in Dachau zu finden – etwa die im Jugendstil in Öl gemalte Ehefrau des Künstlers oder das im Dachauer Rathaus in zwei lebensgroßen Gegenstücken von 1924 zu findende Gemälde Dachauer Bauer mit Bäuerin.
Während des Zweiten Weltkrieges – zwei Söhne des verstorbenen Hans Müller-Dachau waren „im Felde“, sein dritter Sohn weilte mit der erkrankten Witwe in Amerika – verschwanden Gemälde des Künstlers. Durch ein Hochwasser, mutmaßlich um 1940, gingen Rötelzeichnungen Müllers zugrunde, während Blei- und Kohlezeichnungen gerettet werden konnten. Bis Anfang des 21. Jahrhunderts konnte der Verbleib eines Großteils der Werke Müllers nur in Einzelfällen geklärt werden.